# ギョズデ・ソンスルマ
ギョズデ・ソンスルマ（Gözde Kırdar Sonsırma, 旧姓: クルダル、女性、1985年6月25日 - ）は、トルコの元バレーボール選手。元トルコ代表。キュタヒヤ出身。

## 来歴
所属クラブと代表のオズゲ・チェンベルジは双子の妹である。
プロバスケットボール選手のオヌル・ソンスルマと結婚している。
2003年にトルコ代表に初選出され、同年のワールドカップに出場し、7位に入った。
2010年10-11月開催の世界選手権に出場し、過去最高の6位入賞した。
欧州チャンピオンズリーグ2010-2011年シーズンではワクフバンク・テュルクテレコムで優勝した。そのとき自身もベストレシーバーに輝いた。
2011年、欧州選手権でレギュラーとしてトルコチームを引っ張り、銅メダルへ導いた。2012年、ロンドンオリンピックに出場。
2012-13シーズン、所属するワクフバンクの主将としてチームを牽引し、トルコリーグ、欧州チャンピオンズリーグなど公式戦無敗に大きく貢献した。
2013年、FIVBワールドグランプリ、欧州選手権に出場した。同年10月の世界クラブ選手権で初優勝を果たし、自身もベストアウトサイドに選ばれた。
2014年、2013-14シーズンにて欧州チャンピオンリーグで準優勝、トルコリーグで連覇を果たした。リーグではMVPとベストレシーバー賞を受賞した。同年より代表チームの主将を務め、ワールドグランプリでは4位となった。

## 球歴
- オリンピック - 2012年
- 世界選手権 - 2006年、2010年、2014年
- ワールドカップ - 2003年
- 欧州選手権 - 2005年、2007年、2009年、2011年、2013年、2015年
- ワールドグランプリ - 2008年、2012年、2013年、2014年

## 所属クラブ
- ギュネシュ・スィゴルタ・イスタンブール（1999-2000年）
- ワクフバンクSK（2000-2018年）